# Aythya ferina
El porrón europeo o porrón común (Aythya ferina) es una especie de ave anseriforme de la familia Anatidae que vive en Eurasia y África.

## Descripción

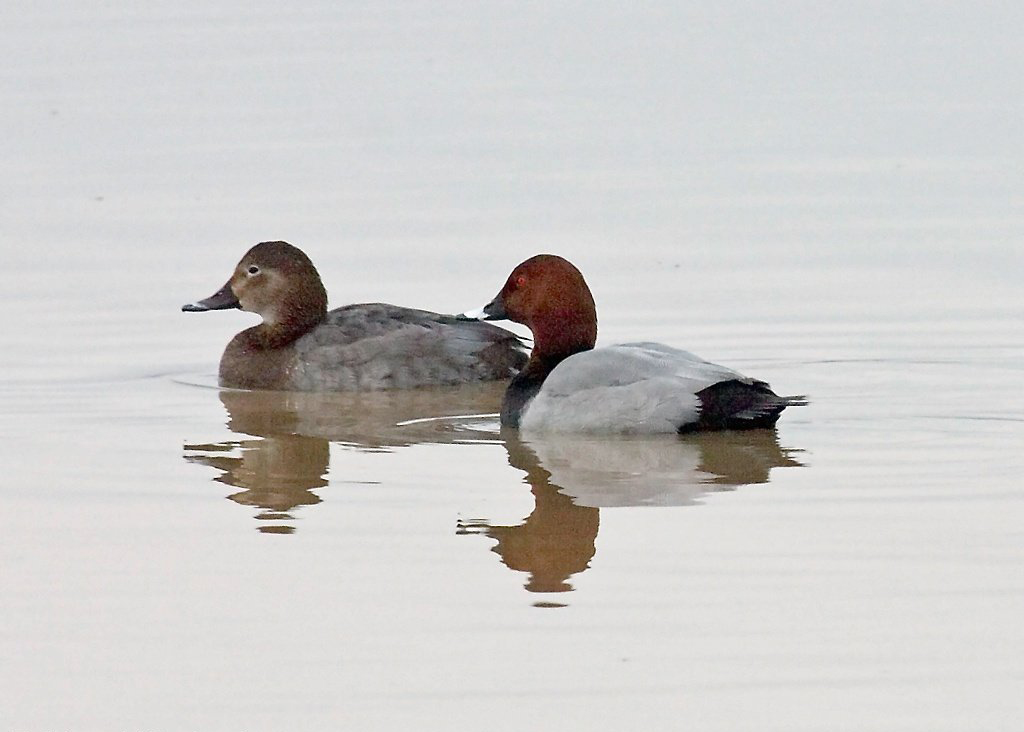
Macho y hembra en plumaje reproductivo.

Es un pato buceador de tamaño medio con el cuello relativamente corto y una característica cabeza en forma triangular. El porrón mide entre 42 y 49 cm de largo y tiene una envergadura alar de 72 a 82 cm. El macho adulto tiene la cabeza y el cuello de un color castaño rojizo. La mayor parte de su plumaje es gris claro, salvo dos zonas negras en sus partes frontal (pecho y parte superior del manto) y caudal. Tiene el pico largo, con una ancha franja oscura en su base seguida por una banda gris blanquecina y la punta negra. El iris de sus ojos rojo. La hembra adulta tiene la parte frontal parda (cabeza, cuello y pecho) y la trasera pardo grisácea, con algunas zonas más claras en el rostro, especialmente una línea tras el ojo, y en la zona media del cuerpo. Su pico tiene la zona gris más estrecha, y sus ojos son castaños. El macho en plumaje de eclipse se parece a la hembra aunque con dorso más gris y sin marcas claras en el rostro.

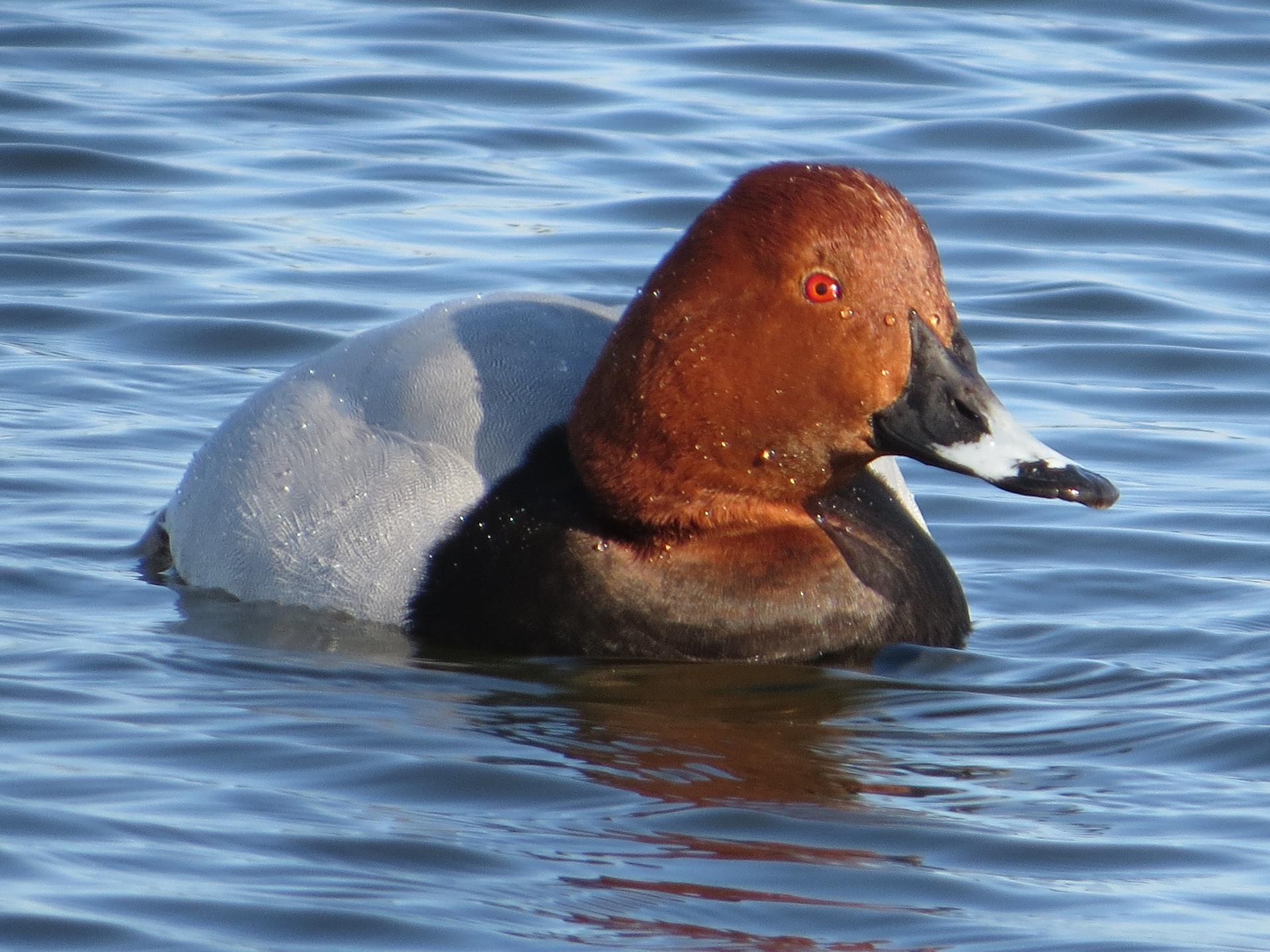
El color de sus ojos y pico, y la característica forma de su cabeza lo diferencian de otras especies similares.

El porrón europeo es muy similar al porrón americano que habita en Norteamérica, aunque suelen encontrarse individuos divagantes en Europa. El porrón americano es algo mayor y tiene el iris de los ojos amarillo, en lugar de rojo. Además la zona negra de la base del pico del porrón americano es más estrecha. También tiene un plumaje similar al porrón coacoxtle, pero sus siluetas son inconfundibles puesto que el porrón coacoxtle tiene el cuello y el pico más largos, y su pico es totalmente negro. El único pato con un patrón de plumaje parecido que viva en Eurasia es el pato colorado, pero el macho de esta especie tiene las alas marrones, su cabeza es más redondeada y voluminosa y su pico es rojizo o rojo según la época del año.

## Taxonomía y etimología
El porrón europeo fue descrito científicamente por Carlos Linneo en 1758 en la décima edición de su obra Systema naturae, con el nombre de Anas ferina, que significa «pato salvaje». Posteriormente fue trasladado al género Aythya, creado por Friedrich Boie en 1822.  Es una especie monotípica, es decir, no se reconocen subespecies diferenciadas.
La etimología del nombre de su género, Aythya, procede del término griego αἴθυια (aithuia), un ave marina desconocida citada por Aristóteles. En cambio, su nombre tradicional en español es el aumentativo de la palabra «porro» que significa «torpe, necio».

## Distribución y hábitat

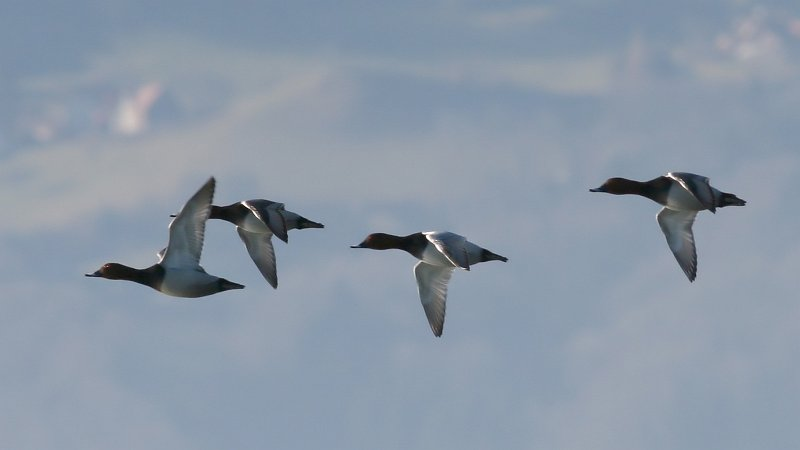
El porrón común es un ave migratoria como la mayoría de los patos.

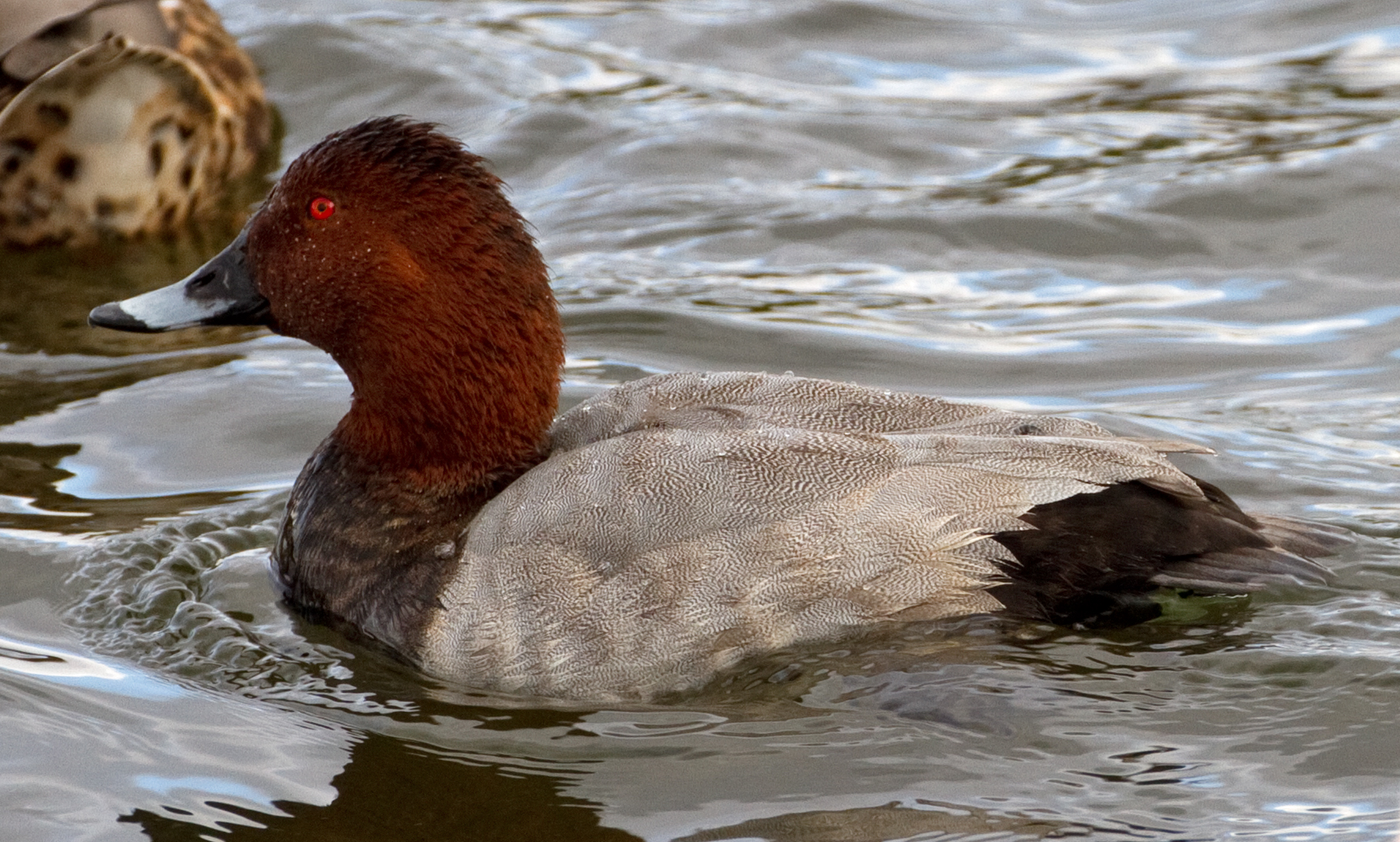
Los porrones europeos son patos buceadores que se alimentan principalmente de plantas acuáticas.

El área de cría del porrón europeo se extiende por una amplia franja de Eurasia desde el sur de Escandinavia y las islas británicas, recorriendo el interior de Asia, los alrededores del lago Baikal hasta el sureste de Siberia y el norte de China. Los principales centros reproductivos en Europa son Bélgica, los Países Bajos, partes del norte y el este de Francia y Europa central y del este. En cambio en el oeste de Francia, España y Portugal, solo hay zonas diseminadas donde cría y es más habitual encontrarlo solo como un visitante invernal. El límite septentrional del área de distribución del porrón europeo recorre el golfo de Botnia, en el centro de Finlandia y Karelia y se prolonga hasta el sur de Siberia. En las últimas décadas la especie ha ampliado su área de distribución hacia el oeste y el norte, ocupando el sur de Suecia en las décadas de 1920 y 1930. Desde 1954, la especie se reproduce también de forma esporádica en Islandia. La colonización de algunas zonas de Francia se llevó a cabo solo en las últimas décadas del siglo XX.
Los porrones europeos son aves migratorias que pasan el invierno en zonas del sur y oeste de Europa, el norte de África, llegando incluso a algunos lugares al sur del Sáhara, como Senegal, Mali y el lago Chad, y la totalidad de la cuenca del Nilo, también llegan a gran parte del sur de Asia, llegando hasta el sur de China, también alcanzan las islas del lejano oriente Sajalín, el archipiélago japonés, Formosa y Hainan, llegando hasta Luzón en el norte de Filipinas.
Su hábitat de reproducción son los lagos y lagunas tanto someros como relativamente profundos con vegetación densa circundante. Fuera de la época de cría puede encontrarse además de en los lagos en todo tipo de medios de agua dulce abiertos y ríos de curso lento, además de en marismas salobres, albuferas y bahías resguardadas.

## Comportamiento

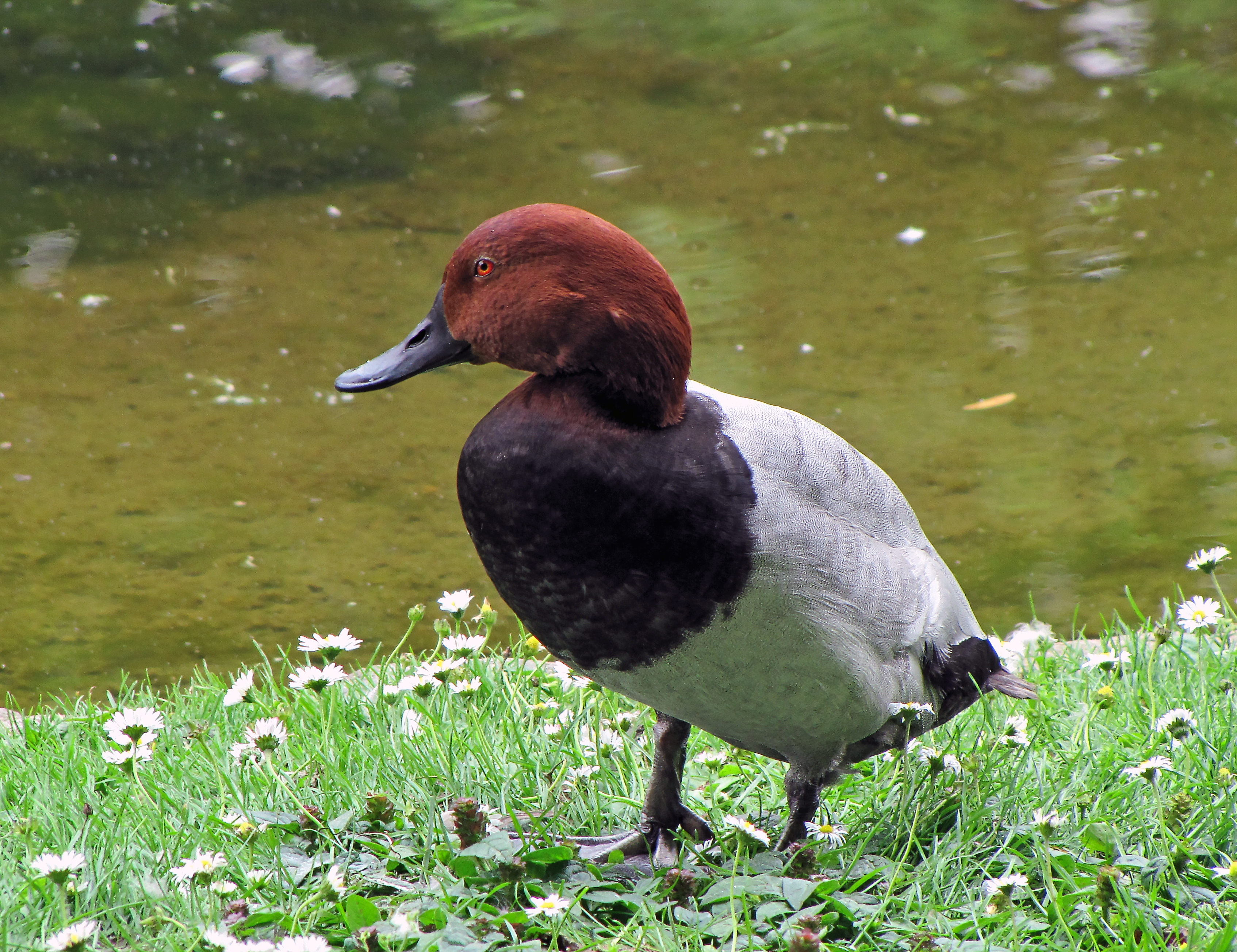
Los porrones son torpes en tierra por tener las patas en posición trasera para bucear mejor.

Son aves gregarias, que forman grandes bandadas en invierno, a menudo mezcladas con otras especies de patos buceadores como el porrón moñudo, con el que a veces hibrida.
Se alimentan buceando en aguas someras tanto de día como por la noche. Su dieta se compone principalmente de plantas acuáticas que toman del fondo, en profundidades entre 1 y 3,5 metros, aunque complementan su dieta (aproximadamente en un 15%) con pequeños animales como insectos acuáticos, pequeños peces y moluscos.
Aunque su vuelo es rápido y potente, el despegue del agua es difícil y la mayoría solo consigue elevarse tras mucho esfuerzo pataleando en el agua. Por eso, y a diferencia de otros patos, estos suelen sumergirse para escapar de un peligro inminente. 

### Reproducción

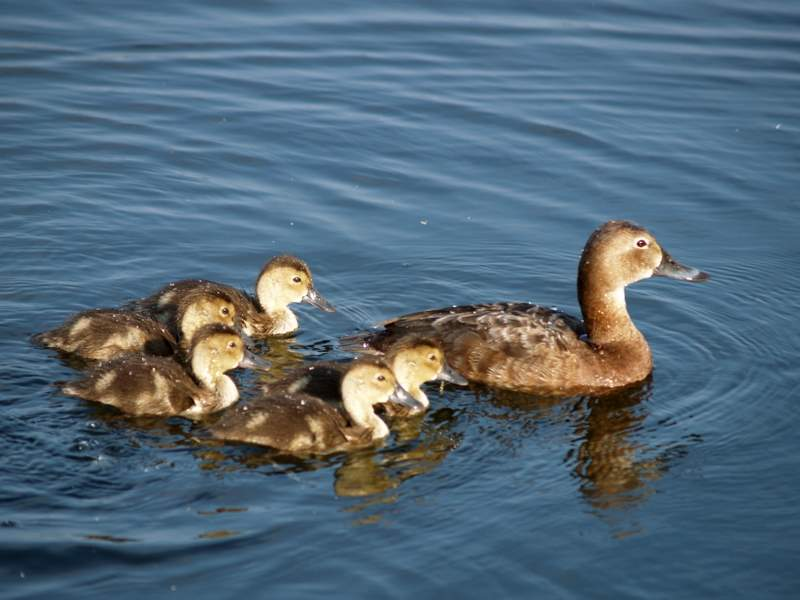
La hembra cuida en solitario de sus crías.

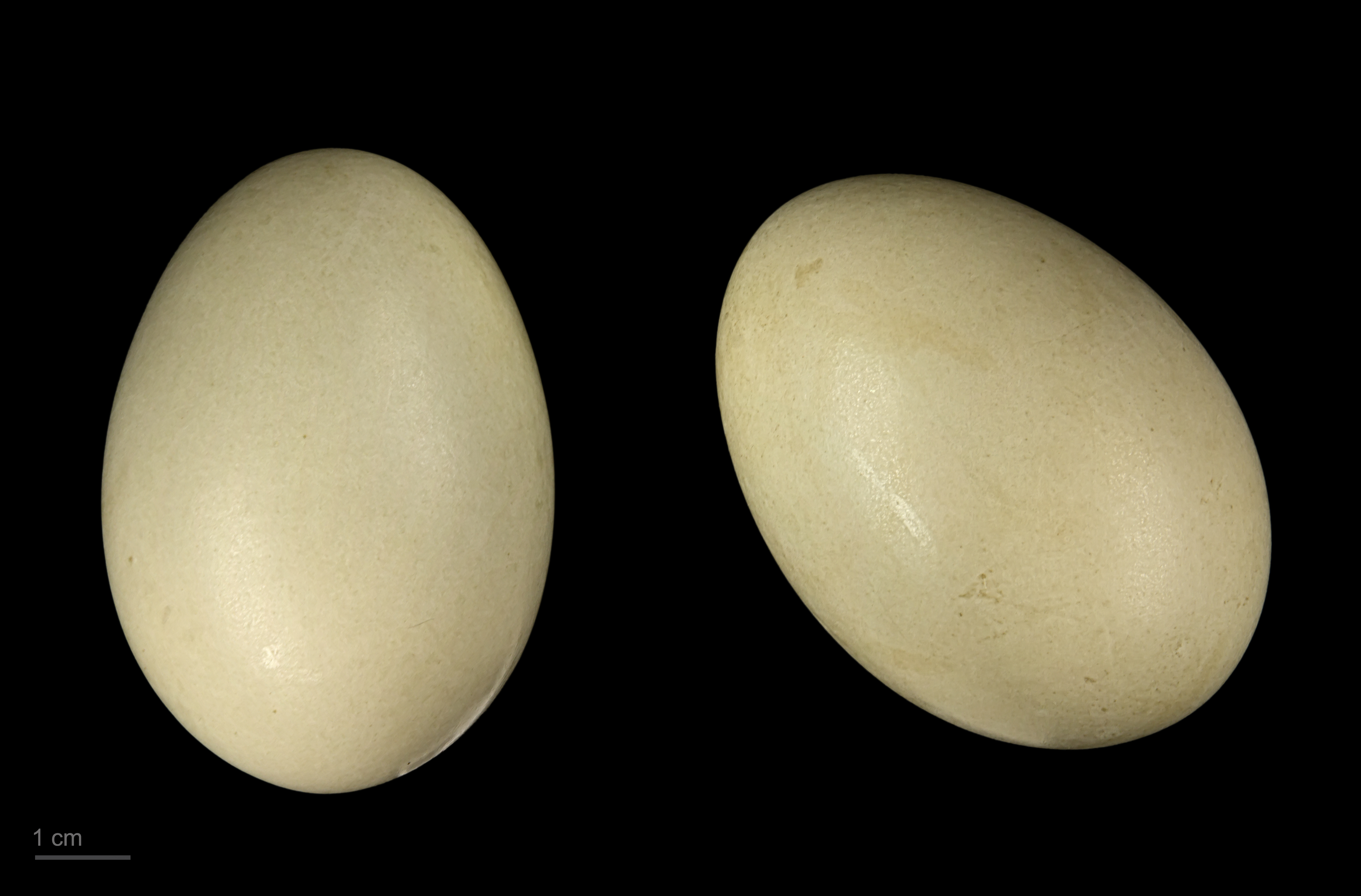
Aythya ferina - MHNT

El porrón alcanza la madurez sexual tras el primer año de vida, aunque en la mayoría de los casos se reproduce por primera vez en su tercer año de vida. A partir de entonces establece distintas parejas cada temporada. Los emparejamientos se producen en marzo, cuando los porrones europeos han llegado a sus cuarteles reproductivos. El cortejo nupcial se reduce a algunos movimientos de cabeza del macho, acompañados de silbidos nasales. El vínculo de pareja solo dura ese periodo primaveral. El macho abandona a la hembra en cuanto empieza la incubación, y ella se encargará sola de la crianza de la nidada.
El emplazamiento del nido es elegido por la hembra. Lo sitúa entre la vegetación de ribera, ya sea justo sobre el agua en la vegetación flotante o escondido en algún islote. Raramente hace el nido dentro de un tronco o lejos de la orilla. Construye el nido acumulando plantas acuáticas, ramitas y hierba seca, y recubre su interior con plumón. La puesta suele realizarse entre mayo y junio, y suele constar de seis a nueve huevos. La eclosión se produce tras veinticinco días de incubación. Los polluelos nidífugos pronto siguen a su madre y son capaces de volar a las diez semanas.
El ejemplar anillado más longevo se encontró en el Reino Unido y tenía veintidós años y tres meses.